# Chá de bolhas
O chá de bolhas (em inglês: bubble tea), também conhecido como chá perolado e chá com pobá/boba, é uma bebida à base de chá cremoso, misturado com frutas ou leite e bolinhas de sagu (pérolas/boba), inventado em lojas de chá no município de Taichung, em Taiwan, durante a década de 1980.
Geralmente, chá de bolhas é relacionado ao tradicional chá preto com leite e pérolas de tapioca.
Esta bebida foi homenageada no doodle do Google em 29 de janeiro de 2023.

## Variações
Há muitas variações desta bebida, dependendo do tipo de ingrediente adicionado. Os mais populares são:
- "chá preto de bolhas" (泡沫紅茶; pào mò hóng chá),
- "chá verde de bolhas" (泡沫綠茶; pào mò lǜ chá)
- "chá com leite de bolhas" (珍珠奶茶; zhen zhu nǎi chá).

Alguns sabores frutados disponíveis são: morango, maçã verde, maracujá, manga, limão, melancia, uva, lichia, pêssego, abacaxi, melão, banana, abacate, coco e quiuí. Outros sabores populares não frutados incluem: taro, chocolate, café, mocha, chá tailandês, chá de lavanda e chá de rosa.  Na maioria das lojas de chá de bolhas, os clientes também podem escolher outros tipos de sabor de boba. Diferentemente da consistência gelatinosa da boba original, essas bobas são conhecidas como bolhas que estouram na boca (popping boba). Os sabores mais populares são: morango, quiuí, romã, mirtilo, manga, lichia e iogurte. 
Geralmente, o termo "chá de bolhas" é relacionado ao "chá preto com leite e pérolas de tapioca", que é a versão mais popular da bebida.